# Spolu
Spolu (Eigenschreibweise SPOLU) ist ein Wahlbündnis, das sich 2020 für die Abgeordnetenhauswahl in Tschechien 2021 bildete. Es besteht aus den drei Mitte-rechts-Parteien ODS, KDU–ČSL und TOP 09.
Am 27. Oktober 2020 gaben die Parteispitzen die gemeinsame Kandidatur bekannt. Am 9. Dezember kündigten die Parteien an, unter dem Namen SPOLU („gemeinsam“) zu kandidieren. Das Bündnis bekannte sich im Wahlkampf klar zur EU- und NATO-Mitgliedschaft des Landes, grenzte sich scharf gegenüber Premier Andrej Babiš und Staatspräsident Miloš Zeman ab und kritisierte eine „Oligarchisierung der tschechischen Politik“.
Beim Wahlgang im Oktober 2021 wurde das Bündnis mit 27,8 Prozent und 71 Sitzen im Abgeordnetenhaus die wählerstärkste Kraft, knapp vor der Regierungspartei ANO mit 27,1 Prozent. Der Spolu-Spitzenkandidat Petr Fiala beanspruchte für die beginnende Legislaturperiode den Posten des Ministerpräsidenten. Die Regierung Petr Fiala wurde am 17. Dezember 2021 vereidigt.

## Zusammensetzung
| Parteiname | Parteiname                                                    | dt. Übersetzung                                                       | Parteivorsitzender       | Beitrittsjahr | Mandate          | Mandate | Mandate | Mandate  |
| Parteiname | Parteiname                                                    | dt. Übersetzung                                                       | Parteivorsitzender       | Beitrittsjahr | Abgeordnetenhaus | Senat   | Europa  | Regionen |
| ---------- | ------------------------------------------------------------- | --------------------------------------------------------------------- | ------------------------ | ------------- | ---------------- | ------- | ------- | -------- |
|            | Občanská demokratická strana                                  | Demokratische Bürgerpartei                                            | Petr Fiala               | 2020          | 34/200           | 22/81   | 4/21    | 99/675   |
|            | Křesťanská a demokratická unie – Československá strana lidová | Christliche und Demokratische Union – Tschechoslowakische Volkspartei | Marian Jurečka           | 2020          | 23/200           | 12/81   | 2/21    | 53/675   |
|            | TOP 09                                                        | –                                                                     | Markéta Pekarová Adamová | 2020          | 14/200           | 5/81    | 2/21    | 20/675   |